# Канлайфф-Листер, Филип, 1-й граф Суинтон
Филип Канлифф-Листер, 1-й граф Суинтон (англ. Philip Cunliffe-Lister, 1st Earl of Swinton; 1 мая 1884 — 27 июля 1972) — видный британский консервативный политик 1920—1950-х годов. Он был известен как Филип Ллойд-Грим до 1924 года и виконт Суинтон с 1935 по 1955 год.
Занимал посты министра торговли (1922—1924, 1924—1929, 1931), министра колоний (1931—1935), министра авиации (1935—1938), министра гражданской авиации (1943—1945), канцлера герцогства Ланкастерского (1951—1952) и министра по делам Содружества (1952—1955). В 1955 году он ушёл из политики и получил титул графа Суинтона.

## Предыстория и молодость
Начав жизнь как Филип Ллойд-Грим, он был младшим сыном подполковника Ярбурга Джорджа Ллойд-Грима (1840—1928) из Сьюэрби-Хаус, Бридлингтон, Йоркшир, от его жены Доры Летиции О’Брайен, дочери преподобного Джеймса Томаса О’Брайена, епископ Оссори. Его дедом по отцовской линии был Ярбург Гамалиэль Ллойд, позже Ллойд-Грим (1813—1890), который унаследовал Сьюэрби-хаус по воле своего дяди по материнской линии Ярбурга Грима, позже Ярбурга (1782—1856).
Он получил образование в Винчестерском колледже, государственной школе для мальчиков в Винчестере. Он изучал право в Университетском колледже Оксфорда, получив степень бакалавра гуманитарных наук (BA) в 1905 году. Затем стал почетным членом своего колледжа и был принят в Иннер-Темпл в 1908 году.
Он поступил на службу в британскую армию в 1914 году, после начала Первой мировой войны. Он упоминался в донесениях и получил звание майора. В 1916 году он был награждён Военным крестом во время службы на Западном фронте бригадным майором 124-й бригады 41-й дивизии. Во время войны Канлифф-Листер проводил время с Уинстоном Черчилем в его передовой штаб-квартире на ферме Лоуренс. Позже они работали вместе в министерстве Стэнли Болдуина в 1920-х годах, когда Канлифф-Листер занимал пост государственного министра. В 1917 году он был назначен совместным секретарем министра национальной службы. Его заметил Дэвид Ллойд Джордж, который завербовал молодого человека на должность председателя лейбористского подкомитета военного кабинета на Даунинг-стрит. В конце войны он баллотировался в качестве кандидата от консерваторов на парламентских выборах 1918 года.

## Политическая карьера
Он согласился присоединиться к списку коалиции и был избран Палату общин от Хендона (1918). Он будет занимать это место до своего возведения в Палату лордов в 1935 году. Его сильный интеллект был сразу узнаваем как член специального комитета по национальным расходам, тщательно изучающего спорные обязанности Маккенны и дома, пригодные для героев, после чего в 1920 году он стал кавалером Ордена Британской империи.
Он достиг своего первого министерского поста в качестве дополнительного заместителя министра иностранных дел в 1920 году и возглавил Департамент внешней торговли в 1921 году в качестве дополнительного парламентского секретаря. В 1922 году он стал тайным советником и был назначен президентом Совета по торговле, эту должность он занимал с двумя перерывами до 1931 года. Такое быстрое восхождение в кабинет министров произошло из-за краха коалиционного правительства Ллойд Джорджа, что вынудило нового премьер-министра Бонара Лоу повысить многих неопытных депутатов.
В 1923 году Ло был вынужден уйти в отставку из-за ухудшения здоровья, и возникла дискуссия о том, сменит ли его Стэнли Болдуин или лорд Керзон. Как последний выживший из кабинета Ло, Ллойд-Грим позже утверждал, что именно враждебность кабинета министров к Керзону помешала его назначению на пост премьер-министра, когда он вернулся с Имперского экономического совета. 27 ноября 1924 года Ллойд-Грим изменил свою фамилию на Канлифф-Листер, чтобы иметь возможность унаследовать имущество семьи своей жены. В 1929 году возведен в кавалеры Большого креста Ордена Британской Империи.
В 1931 году Канлифф-Листер был одним из консерваторов, выбранных для ведения переговоров с премьер-министром Лейбористской партии Рамсеем Макдональдом, поскольку правительство последнего рухнуло и было заменено многопартийным национальным правительством. В знак своей известности в партии Канлифф-Листер был одним из четырёх консерваторов в чрезвычайном кабинете из 10 человек, занимая пост президента Совета по торговле в третий и последний раз.
Национальное правительство одержало крупную победу на парламентских выборах 1931 года, но внутри него возникли разногласия по вопросу о защитных тарифах. Чтобы сбалансировать кабинет, Канлифф-Листер был заменен в Министерстве торговли предполагаемым свободным торговцем Уолтером Ренсименом, и вместо этого он стал министром колоний, который он занимал до июня 1935 года. Когда Макдональд ушёл с поста премьер-министра и ему на смену пришёл Стэнли Болдуин, в кабинете министров произошли перестановки, в результате которых Канлифф-Листер стал министром авиации. На парламентских выборах 1935 года он не оспаривал свое место и вместо этого был удостоен титула виконта Суинтона, сохраняя свой министерский пост в течение следующих трех лет, после премьерства Невилла Чемберлена он занял стратегический пост министра авиации, ответственный за Британская ПВО в преддверии войны.
Поскольку Суинтон теперь находился в Палате лордов, его руки были свободны и он мог стать председателем Коммерческой корпорации Великобритании, ответственной за развитие предпринимательства и производства. Поэтому Чемберлен назначил канцлера герцогства Ланкастерского лорда Уинтертона (ирландского пэра, заседавшего в Палате общин) выступать от имени министерства авиации в палате общин. Эта договоренность не оказалась успешной, и в мае 1938 года в эфире разразились катастрофические дебаты, и Чемберлену стало ясно, что министр должен заседать в Палате общин. Суинтон был уволен, его политическая карьера, казалось, закончилась.
После службы в качестве министра-резидента в Западной Африке и звания кавалера Ордена Почёта в 1943 году во время Второй мировой войны карьера Суинтона возобновилась, когда он был назначен первым министром гражданской авиации, на эту должность он сохранялась до конца войны. В 1944 году он работал в исполнительном комитете и в Руководящем комитете Конвенции о международной гражданской авиации, состоявшейся в Чикаго, официально представляя Соединённое королевство.
Когда Уинстон Черчилль сформировал свое правительство мирного времени в 1951 году, он назначил Суинтона канцлером герцогства Ланкастерского, а год спустя — министром военных материалов. В качестве заместителя председателя Палаты лордов лорд Суинтон в течение трех лет был также министром по делам Содружества. Когда в 1955 году Черчилль вышел в отставку, Суинтон тоже настоял на выходе в отставку, и в дальнейшем он был удостоен титула графа Суинтона . К концу своей жизни Суинтон был почетным членом Университетского колледжа Оксфорда.

## Семья
5 сентября 1912 года Филип Ллойд-Грим женился на Мэри Констанс «Молли» Бойнтон (? — 27 сентября 1974). Она была внучкой промышленника Сэмюэля Канлиффа-Листера, 1-го барона Мэшема (1815—1906), который купил Суинтон-парк в 1882 году. Молли Ллойд-Грим взяла имя Канлифф-Листер и переехала в Суинтон (продан в 1980 году 2-м графом и выкуплен в 2000 году его племянником лордом Мэшемом и семьей последнего).
- Джон Ярбург Канлифф-Листер (1913—1943)[4]
- Старший лейтенант достопочтенный Филип Ингрэм Канлифф-Листер (1918—1956)[4]

Их старший сын, Джон, погиб во Второй мировой войне, оставив двух собственных сыновей, из которых старший внук Дэвид Канлифф-Листер (1937—2006) стал преемником своего деда на посту 2-го графа Суинтона, а в 2006 году его сменил его младший брат Николас Канлифф-Листер (1939—2021) на посту 3-го графа Суинтона. У 3-го графа двое сыновей, оба сейчас женаты.